# Lake Villa, Illinois
Lake Villa là một làng thuộc quận Lake, tiểu bang Illinois, Hoa Kỳ. Năm 2010, dân số của làng này là 8741 người.

## Dân số
Dân số qua các năm:
- Năm 2000: 5864 người.
- Năm 2010: 8741 người.